# Cadwalader Inlet
Das Cadwalader Inlet ist eine 35 km lange und vereiste Bucht am nordöstlichen Ende der Thurston-Insel vor der Eights-Küste des westantarktischen Ellsworthlands. Sie liegt zwischen der Evans- und der Lofgren-Halbinsel.
Entdeckt wurde sie im Februar 1960 bei Hubschrauberüberflügen von der USCGC Burton Island und der USS Glacier im Rahmen der von der United States Navy durchgeführten Forschungsreise in die Bellingshausen-See. Das Advisory Committee on Antarctic Names benannte sie nach Captain John Cadwalader (* 1922) von der United States Navy, Stabschef der Offiziere des United States Antarctic Program und Einsatzkommandeur an Bord des Eisbrechers USS Burton Island bei dieser Forschungsreise.